# Phan Thị Hà Thanh
Phan Thị Hà Thanh (née le 16 octobre 1991) est une gymnaste artistique vietnamienne originaire de Hải Phòng et double athlète olympique (2012 et 2016). Elle devient la première gymnaste à remporter une médaille mondiale pour le Vietnam avec le bronze au saut de cheval aux Championnats du monde de gymnastique artistique de 2011. 

## Carrière

### 2009–2012
Aux Championnats d'Asie de gymnastique artistique 2009, elle remporte la première médaille de son pays dans une compétition continentale en gymnastique artistique avec le bronze au saut de cheval. Phan fait ses débuts internationaux aux Championnats du monde de gymnastique artistique de 2009 à Londres. Elle participe aux qualifications mais n’obtient pas un score suffisant pour se qualifier pour la finale. 
Le 16 novembre 2010, elle participe aux Jeux asiatiques de 2010 à Guangzhou et termine cinquième au saut de cheval. Elle remporte l'argent au saut de cheval et à la poutre lors de l'étape de la Coupe du monde 2010 à Porto, au Portugal,. 
En 2011, Phan obtient la médaille de bronze au saut de cheval aux Championnats du monde de Tokyo,, se qualifiant ainsi en individuel pour les Jeux olympiques de Londres en 2012. La même année, elle remporte le concours complet féminin aux Jeux de l'Asie du Sud-Est à Jakarta, en Indonésie (juste devant sa coéquipière vietnamienne Đỗ Thị Ngân Thương (en)), ainsi que les médailles d'or au saut de cheval et au sol et une médaille de bronze au barres asymétriques. Elle a ensuite remporté le titre en saut de cheval à la Toyota Cup 2011 à Tokyo. 
En 2012, Phan participe aux Jeux olympiques de Londres. Elle se classe 12e des qualifications au saut et n'atteint pas la finale. La même année, elle est médaillée d'or aux Championnats d'Asie. 

### 2013-2016
Lors de la 6e édition de la FIG World Challenge à Doha, au Qatar, le 28 mars 2013, Hà Thanh termine première en finale du saut de cheval, devant la Roumaine Larisa Iordache et la Suisse Giulia Steingruber, avec un score moyen de 14,825. Elle participe ensuite aux Mondiaux 2013 à Anvers, en Belgique où elle atteint la finale en saut de cheval. Là, elle tente un saut plus difficile, l'Amanar, mais chute et termine finalement 7e. 
Phan commence l'année 2014 en remportant un titre de Coupe du monde à la poutre à Osijek. Aux Jeux asiatiques de 2014 à Incheon, en Corée du Sud, elle se qualifie pour trois finales : saut de cheval, poutre et exercice au sol. Elle termine troisième au saut de cheval derrière l'Ouzbèke Oksana Chusovitina et la Nord-Coréenne Hong Un-Jong, la championne du monde en titre ; deuxième à la poutre, derrière la Nord-Coréenne Kim Un-Hyang ; et huitième au sol. Deux semaines plus tard, elle participe aux Championnats du monde à Nanning, en Chine. Elle se qualifie pour la finale du saut, mais termine huitième avec des erreurs majeures. 
Au printemps 2015, elle remporte le titre à la poutre lors de deux épreuves de la Coupe du monde (Doha et Varna, Bulgarie). Avec la pression de remporter une médaille par équipe aux Jeux de l'Asie du Sud-Est à Singapour, elle dirige une équipe minimale de quatre gymnastes (au lieu de six) avec Đỗ Thị Vân Anh, Thị Thu Huyen et Long Thị Ngọc Huỳnh. L’équipe est aux prises de blessures et termine 4e, mais Hà Thanh se qualifie pour toutes l'épreuve individuelle. Elle est la gymnaste ayant obtenu le plus de médailles d'or lors de cette compétition (concours complet individuel, saut de cheval et poutre), ainsi que le bronze au sol. Aux Mondiaux de Glasgow en 2015, elle termine au 85e rang du concours complet individuel avec un score total de 51,033 : 14,400 au saut de cheval (47e), 10,233 au barres asymétriques (193e), 13,300 au balancier (58e) et 13,100 au sol (84e). En raison de blessures, elle choisit de ne pas tenter un deuxième saut afin de se qualifier pour la finale du saut. 
Hà Thanh termine 41e du concours complet lors de l'épreuve olympique pour se qualifier pour les Jeux olympiques de 2016 à Rio de Janeiro. Blessée, elle obtient 14,300 au saut de cheval, 11,600 au barres asymétriques, 13,800 au balancier et 13,000 au sol. Un mois plus tard, elle participe au saut et à la poutre lors de la World Challenge Cup à Varna et finit deuxième dans les deux épreuves (14,400 en moyenne au saut et 14,367 en poutre),. 
Aux Jeux olympiques de 2016, Hà Thanh participe à deux épreuves lors des qualifications : le saut et la poutre. Pour son premier saut, elle a effectué un double tour de Yurchenko et a marqué 14.700. Son deuxième saut, un handspring pike avec demi-torsion, est beaucoup moins difficile et lui vaut un 13,766. Avec un score moyen de 14,233, Phan est 17e sur 19 concurrentes. À la poutre, elle marque 13,800 points et termine 36e sur 82 concurrentes. 
Elle prend sa retraite sportive en janvier 2017 à cause d'une blessure récurrente au genou depuis 2015. 